# Ferraria
Ferraria es un género de plantas perennes y rizomatosas  con 55 especies descritas perteneciente a la familia de las iridáceas.

## Descripción
Son nativas de las regiones tropicales y el sur de África. Son plantas herbáceas que alcanzan los 30-45 cm de altura. Algunas especies tienen un desagradable olor similar a la carne podrida y son polinizadas por moscas, mientras que otras tienen un agradable aroma.

## Taxonomía
El género fue descrito por Burm. ex Mill. y publicado en Fig. Pl. 187. 1759.
Etimología
Ferraria: nombre genérico que fue otorgado en honor del botánico jesuita italiano Giovanni Battista Ferrari.

## Especies aceptadas
A continuación se brinda un listado de las especies del género Ferraria aceptadas hasta octubre de 2014, ordenadas alfabéticamente. Para cada una se indica el nombre binomial seguido del autor, abreviado según las convenciones y usos.	
1. Ferraria brevifolia G.J.Lewis - Sudáfrica
2. Ferraria candelabrum (Baker) Rendle - Angola, Zambia
3. Ferraria crispa Burm. (syn. F. undulata) - Sudáfrica
4. Ferraria densepunctulata M.P.de Vos - Sudáfrica
5. Ferraria divaricata Sw. - Sudáfrica
6. Ferraria ferrariola (Jacq.) Willd. - Sudáfrica
7. Ferraria flava Goldblatt & J.C.Manning - Sudáfrica
8. Ferraria foliosa G.J.Lewis - Sudáfrica
9. Ferraria glutinosa (Baker) Rendle - Sudáfrica a Zaïre
10. Ferraria macrochlamys (Baker) Goldblatt & J.C.Manning -Sudáfrica
11. Ferraria ornata Goldblatt & J.C.Manning - Sudáfrica
12. Ferraria ovata (Thunb.) Goldblatt & J.C.Manning - Sudáfrica
13. Ferraria parva Goldblatt & J.C.Manning - Sudáfrica
14. Ferraria schaeferi Dinter -Sudáfrica, Namibia
15. Ferraria spithamaea (Baker) Goldblatt & J.C.Manning - Angola
16. Ferraria variabilis Goldblatt & J.C.Manning - Sudáfrica, Namibia
17. Ferraria welwitschii Baker - Zaïre, Zambia, Zimbabue, Angola